# Бордушань (комуна)
Бордушань, Бордушані (рум. Bordușani) — комуна у повіті Яломіца в Румунії. До складу комуни входять такі села (дані про населення за 2002 рік):
- Бордушань (3865 осіб)
- Чегань (1475 осіб)

Комуна розташована на відстані 143 км на схід від Бухареста, 43 км на схід від Слобозії, 67 км на північний захід від Констанци, 105 км на південь від Галаца.

## Населення
За даними перепису населення 2002 року у комуні проживали 5340 осіб.
Національний склад населення комуни:
| Національність   | Кількість осіб | Відсоток |
| ---------------- | -------------- | -------- |
| румуни           | 4569           | 85,6%    |
| росіяни-липовани | 517            | 9,7%     |
| цигани           | 253            | 4,7%     |
| угорці           | 1              | < 0,1%   |

Рідною мовою назвали:
| Мова      | Кількість осіб | Відсоток |
| --------- | -------------- | -------- |
| румунська | 4841           | 90,7%    |
| російська | 499            | 9,3%     |

Склад населення комуни за віросповіданням:
| Релігія       | Кількість осіб | Відсоток |
| ------------- | -------------- | -------- |
| православні   | 4818           | 90,2%    |
| старообрядці  | 508            | 9,5%     |
| баптисти      | 12             | 0,2%     |
| п'ятдесятники | 1              | < 0,1%   |
| адвентисти    | 1              | < 0,1%   |